# Техас
Теха́с (англ. Texas, американское произношение: [ˈtɛksəs], местное: [ˈtɛksɪz]; исп. Texas, произношение: [ˈtexas] (слушать)о файле) — штат на юге США. Занимает 2-е место по территории в США (696 241 км²) после Аляски, 2-е место после Калифорнии по численности населения (29 183 290 человек по итогам переписи населения США 2020 года) и по ВРП. Техас является одним из центров американского сельского хозяйства, скотоводства, образования, нефтегазовой и химической промышленностей, финансовых институтов. Столица штата — Остин; административное деление — округа́ (254 о́круга).
Название штата происходит от испанского слова «tejas», а то, в свою очередь, от индейского «táysha», на языке племён каддо означающего «друг», «союзник» (им первые испанские исследователи территории называли индейцев, входивших в конфедерацию племён хасинай). Американская аббревиатура штата — TX.

## История

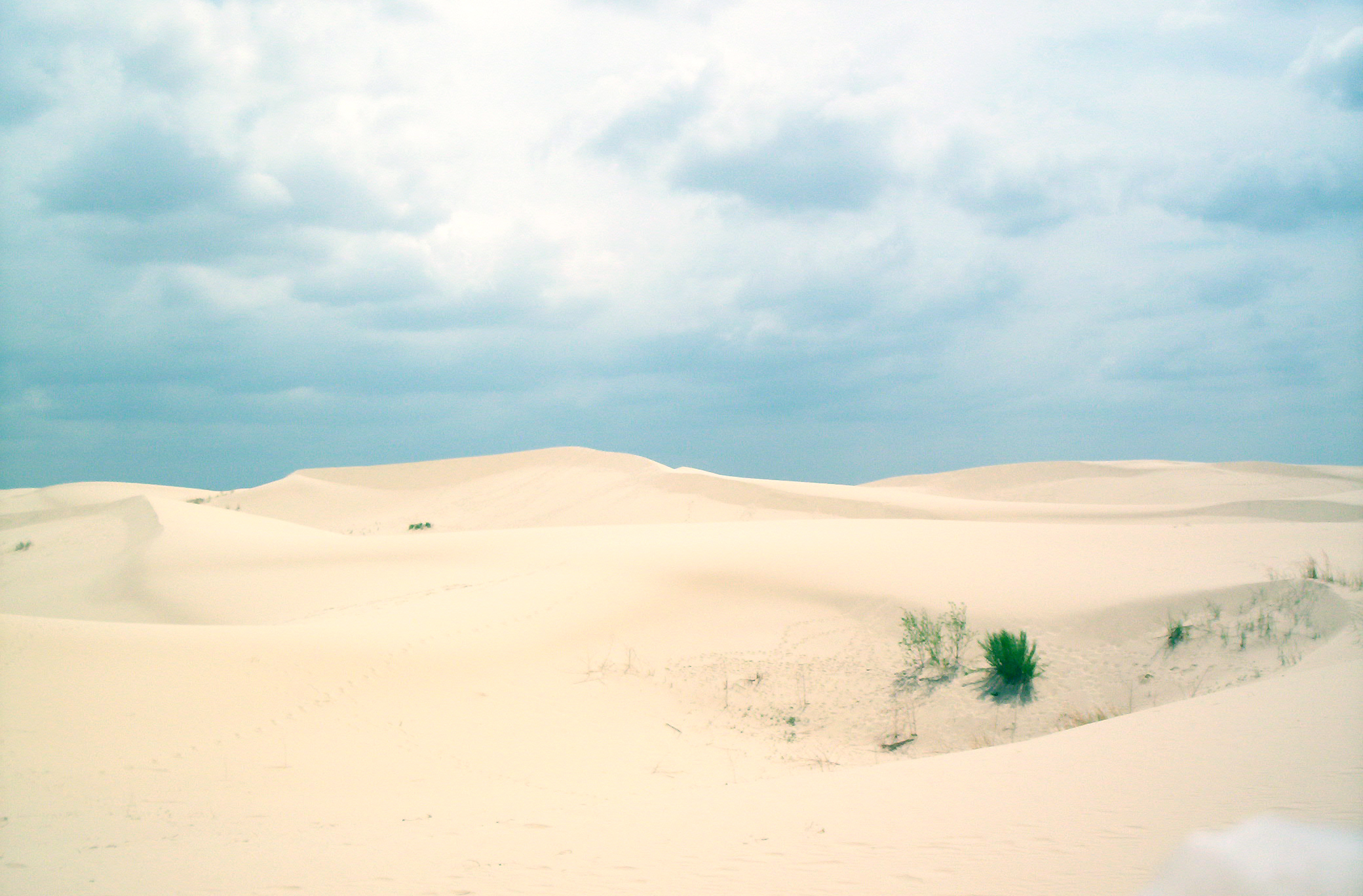
Участок пустыни на западе Техаса

### Испанская колонизация
До заселения испанцами и другими колонизаторами из Европы современная территория Техаса была местом обитания различных индейских племён: апачи, атакапа, бидаи, кэддо, команчи, чероки, кайова, тонкава, вичита и каранкава. В 1870-е годы апачи покинули Техас; они были последними индейцами, занимавшими значительную территорию штата. В настоящее время правительством США признаны три коренных племени Техаса: племя Алабамов и Кушат, племя Кикапу и племя Ислета-дель-сюр-Пуэбло.
В 1519 году вдоль техасского побережья прошёл испанский мореплаватель Алонсо Альварес де Пинеда, впервые нанёсший на карту береговую линию Мексиканского залива. Первым европейцем, кто ступил на землю Техаса (6 ноября 1528 года), стал потерпевший кораблекрушение конкистадор Альвар Нуньес Кабеса де Вака. Он провёл шесть лет в Техасе, налаживая торговые связи с местными племенами. Первое поселение было основано испанцами в районе Ислета возле современного Эль-Пасо в 1682 году. Тем временем, восток современного Техаса стал осваиваться французами, расширявшими свою колонию Луизиана. 18 февраля 1685 года француз Рене-Робер Кавалье основал в заливе Матагорда форт Сен-Луи, форпост Франции на территории Техаса. В 1690 году Алонсо де Леон пересёк реку Рио-Гранде и основал в восточной части Техаса католическую миссию Сан-Франциско-де-лос-Техас. Миссия располагалась в районе старой дороги на Сан-Антонио, старейшей транспортной артерии на территории современных США. К концу XVIII века вся территория современного Техаса вместе с Мексикой являлась частью испанской колонии Новая Испания.
В начале XIX века восток Техаса стал осваиваться переселенцами из США. Мозес Остин приобрёл 800 км²; 3 января 1823 года на реке Бразос Стивен Остин образовал колонию из 300 американских семей (ныне известную как «Старые три сотни»). В 1821 году Новая Испания, в состав которой входил Техас, добилась независимости от Испании, и таким образом, Техас стал частью Мексиканской империи.

### Республика Техас
К середине 1830-х гг. диктатура и беззаконие в Мексике привели к тому, что государство оказалось на грани распада: территории Техаса и Юкатана выразили — согласно конституционному праву — желание отделиться. В 1835 году президент Мексики генерал Антонио Лопес де Санта-Анна предложил новую конституцию, согласно которой отменялось рабство, бывшее нормой среди американских переселенцев. Кроме того он усилил давление на американцев, требуя разоружения и принудительного выдворения нелегальных иммигрантов из пограничных штатов США и отдачи их земель. Эта политика мексиканского правительства вызывала недовольство среди жителей Техаса, и послужила поводом к войне за независимость.
2 октября 1835 года произошло столкновение техасцев с отрядом мексиканской кавалерии близ города Гонзалес, что привело к началу военных действий. 28 октября 1835 года в битве при Консепсьоне 90 техасцев победили 450 мексиканцев. 2 марта 1836 года на Собрании представителей американских переселенцев была подписана декларация о независимости от Мексики. В ответ были посланы мексиканские войска, в битве за крепость Аламо в Сан-Антонио почти полностью уничтожившие малочисленный техасский гарнизон после тринадцатидневной осады. Следом, 27 марта 1836 года по приказу Лопеса де Санта-Анны мексиканцы казнили Джеймса Фэннина и около 400 техасцев в Голиаде. Эти поражения, в свою очередь, вдохновили техасцев на создание армии, которая под руководством Сэма Хьюстона выиграла 21 апреля 1836 года определяющее сражение у Сан-Хасинто (Лопес де Санта-Анна был взят в плен).
14 мая 1836 года официальные представители Техаса и генерал Санта-Анна подписали договор о независимости в городе Веласко. Однако правительство Мексики не ратифицировало этот договор, оставляя вопрос о независимости от Мексики открытым (при этом западная часть современного Техаса продолжала иметь неясный юридический статус). В конце 1836 года была принята конституция (подтверждающая право рабовладения), и Техас был провозглашён республикой. Первым президентом стал Сэм Хьюстон. После неоднократного перемещения столицы центром власти был выбран в 1837 году Хьюстон. Республика Техас получила международное признание. При этом продолжались рейды мексиканцев в Техас. 5 марта 1842 года отряд мексиканцев численностью более 500 человек, ведомый Рафаэлем Васкесом, вторгся в Техас впервые после революции; дойдя до Сан-Антонио, он отступил назад к Рио-Гранде; 11 сентября 1842 года полуторатысячная армия Мексики, ведомая Адрианом Уоллем, захватила часть Сан-Антонио, но позже отступила, захватив пленных. Столкновения продолжались на протяжении почти 10 лет и зависели от того, укреплялись ли позиции мексиканского правительства или ослаблялись. США официально в эту борьбу не вмешивались, хотя тысячи добровольцев в США вербовались для помощи техасцам. Вооружённые конфликты между Мексикой и Техасской республикой были прекращены не столько присоединением последней к США в 1845 году, сколько победой США в Американо-мексиканской войне 1846—1848, полностью подавившей сопротивление и территориальные претензии Мексики. Когда Техас отделился от Мексики, он изначально намеревался стать рано или поздно частью США (хотя в среде техасцев также существовала идея расширения Техаса, с превращением его в огромное государство с территорией до Тихого океана).
Согласно договору от 29 декабря 1845 года Техас стал 28-м штатом США. Ранее американское правительство дважды (в 1837 и 1844 годах) отклоняло просьбу о присоединении, однако в 1844 году президентом США стал Джеймс Полк, являвшийся сторонником присоединения.
Техас является первым и до сих пор единственным международно признанным независимым государством, напрямую принятым в состав США в качестве штата — равноправного члена союза. Имея высокий статус, Техас при вхождении в США оговорил некоторые особенности, уникальные для США. Во-первых, все земли и недра штата остались принадлежать народу штата, в Техасе не было федеральных земель. Во-вторых, из опасений политической нестабильности, Техас оговорил возможность разделения на пять штатов. В 2009 году Рик Перри, занимавший тогда пост губернатора штата, заявил об имеющемся у Техаса праве на выход из состава США, однако такое право ставится под сомнение.

### Вторая половина XIX века
При вступлении в состав США территория Техаса включала в себя все земли современного штата Техас, а также незаселённые северные участки, которые по договору от 9 сентября 1850 года были переданы правительству США в качестве выплаты внешнего долга Техаса (10 миллионов долларов). Впоследствии эти федеральные территории были разделены между будущими штатами Нью-Мексико, Колорадо, Оклахома, Канзас и Вайоминг.
Несмотря на то, что всем жителям и ветеранам битв в Техасе выдавались земельные наделы и прочие льготы, особого наплыва иммигрантов не было. Были созданы специальные агентства по вербовке эмигрантов из Европы: существовали немецкие, французские, шведские и голландские агентства. Самая активная иммиграция шла из Германии (об этом говорят названия многих городов — Фредериксберг, Альдорф, Нью-Браунфелс и др.). После европейских революций 1848 года, к немецким переселенцам присоединились поляки, шведы, норвежцы, чехи и французы. Иммиграция росла вплоть до Второй мировой войны.
В годы Гражданской войны Техас находился в составе Конфедерации (23 февраля 1861 года на референдуме жители Техаса проголосовали за отделение от США 46 129 голосами против 14 697 — 76 %). Однако губернатор Сэм Хьюстон отказался принести присягу Конфедерации, и Конвенция собрала новое правительство штата. Именно в Техасе — 12 мая 1865 года — состоялась последняя битва Гражданской войны (техасцы ещё не знали, что войска Конфедерации под предводительством генерала Роберта Ли сдались 9 апреля в Виргинии). В 1870 году Конгресс США повторно включил Техас в состав страны. В 1876 году была принята современная конституция Техаса.

### XX век

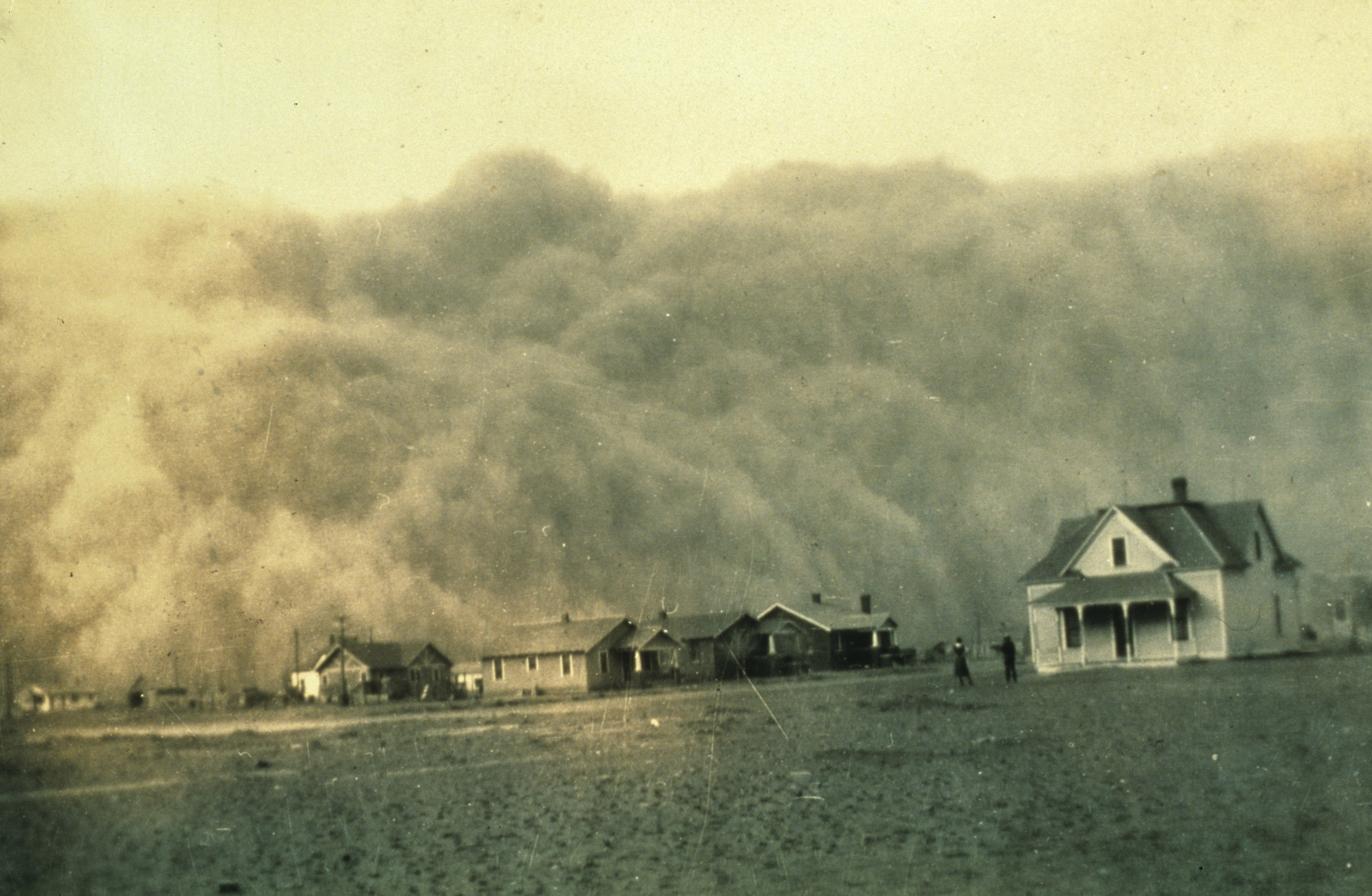
Приближение пыльной бури в районе Стратфорда (1935)

В начале XX века на территории Техаса и Мексиканского залива были обнаружены значительные запасы нефти, которые переформировали экономику штата (до Второй мировой войны в Техасе преобладало фермерское скотоводство и земледелие). В 1910—20-х годах приграничная территория Техас подвергалась нападениям со стороны мексиканских бандитов, пользовавшихся смутой Мексиканской революции. В годы Великой депрессии штат также переживал резкое снижение качества жизни; к этому добавились многочисленные пыльные бури в 1930-е годы., вызванные засухой и неправильной культивацией земель. Всё это привело к значительному оттоку населения из Техаса.
После Второй Мировой войны Техас стал одним из центров научных технологий, образования и промышленности. В Хьюстоне разместилась администрация НАСА и Космический центр имени Линдона Джонсона с Центром управления полётами. В 1960-е годы Техас стал постепенно отказываться от сегрегационной системы, — процесс, который занял более десятилетия.
22 ноября 1963 года в Далласе был убит президент Джон Кеннеди. Преступление до сих пор не имеет однозначного объяснения. Его пост занял вице-президент Линдон Джонсон, бывший сенатор США от Техаса.

## География

### Расположение
Техас граничит со штатами Нью-Мексико (на западе), Оклахома (на севере), Луизиана (на востоке) и Арканзас (на северо-востоке). Юго-западная граница Техаса проходит по реке Рио-Гранде, которая разделяет США и Мексику. На юго-востоке Техас омывается Мексиканским заливом.
Восточная и южная часть Техаса располагаются на Примексиканской низменности (побережье Мексиканского залива); повышаясь на западе она переходит в плато Эдуардс (до 835 м) и Льяно-Эстакадо (до 1200 м). На крайнем западе начинаются отроги Скалистых гор (высотой до 2665 м).
Крупнейшие реки Техаса: Ред-Ривер, Тринити, Бразос, Колорадо и Рио-Гранде; множество мелких рек в центральной и западной частях часто пересыхают.
Большая часть Техаса (центр и север) представляет собой равнины, покрытые кустарником, всё более редеющим к западу, где начинаются степи и пустыни. На востоке и юго-востоке сохранились саванны и дубово-сосновые леса (участки крайнего юго-востока, на границе с Луизианой значительно заболочены).
Благодаря своим размерам и геологическим особенностям, таким как разлом Балконес, Техас содержит разнообразные ландшафты, общие как для южных, так и для Юго-Западных регионов США.

### Климат
Климатически Техас представляет две зоны: на юге (вдоль побережья) субтропический, жаркий, на крайнем юге переходящий в тропический; в центральной и северной частях континентальный с жарким летом и прохладной зимой (средняя температура января от 1 до 15 °C, июля от 25 до 30 °C). Осадки убывают по направлению с востока на запад от 1000—1300 мм до 200—300 мм в год. Для Техаса характерны частые смерчи в центральной части и эпизодические тропические циклоны на побережье, приводящие к серьёзному ущербу.

### Флора и фауна
Техас богат разнообразием фауны и флоры. Самыми многочисленными животными являются койоты, олени и броненосцы. В Техасе несколько национальных заповедников. Также в пригородах можно увидеть гремучих змей. В горах обитают пумы и скорпионы.

### Крупнейшие населённые пункты
Согласно данным Бюро переписи населения США за 2010 год, в штате насчитывается 25 городских агломераций, две из которых (Даллас—Форт-Уэрт—Арлингтон и Хьюстон—Галвестон—Бразория) входят в десятку крупнейших в США. Через Техас проходят одиннадцать межштатных автомагистралей — I-10, I-20, I-27, I-30, I-35, I-37, I-40, I-44, I-45, I-69 и I-110, связывающие штат с Нью-Мексико, Оклахомой, Арканзасом и Луизианой. В Техасе имеются также четыре кольцевые трассы вспомогательных межштатных автомагистралей — I-635 (Даллас), I-820 (Форт-Уэрт), I-610 (Хьюстон), I-410 (Сан-Антонио).

## Административная система и политика

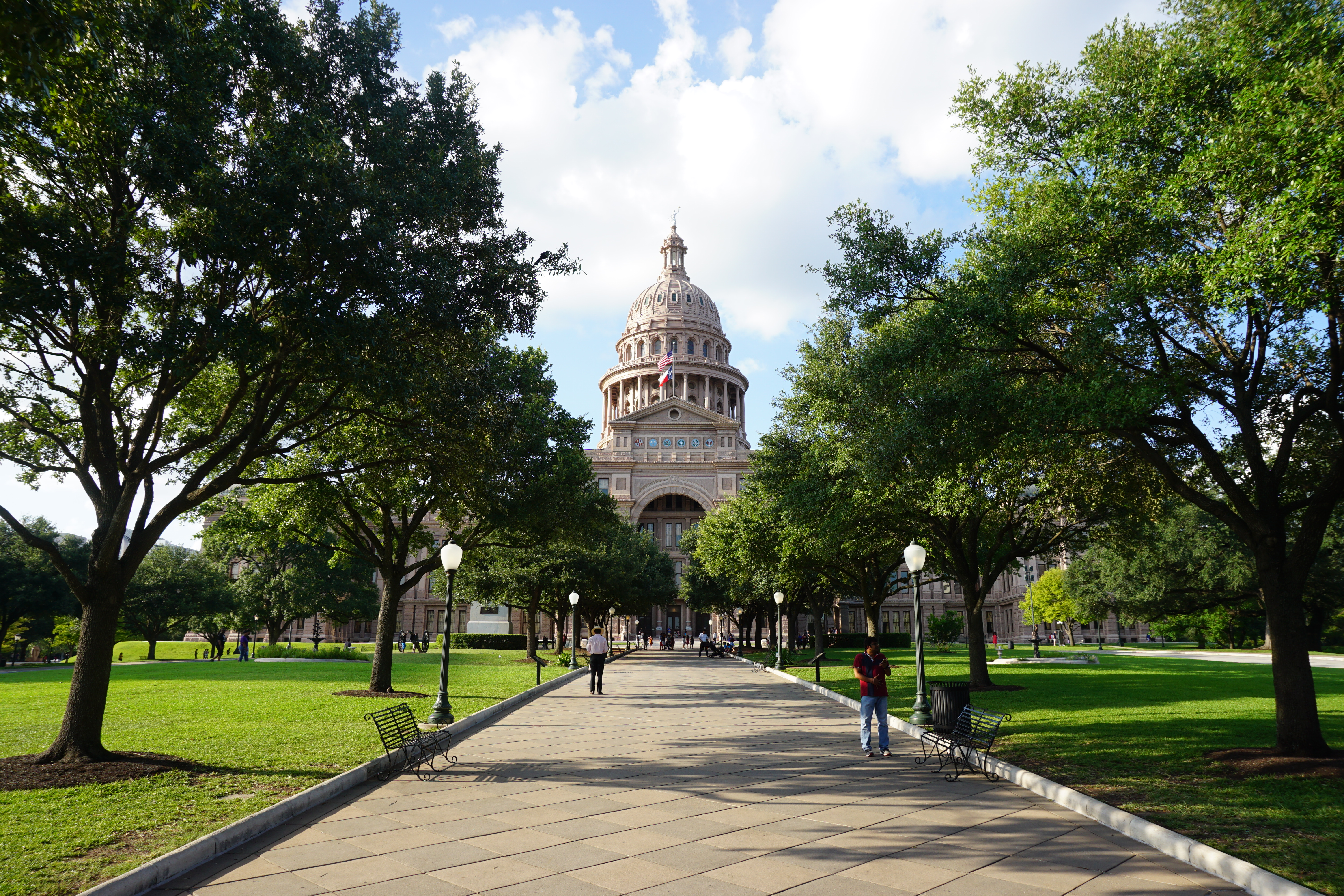
Здание Капитолия в Остине

### Основы административной организации штата
Совместная резолюция о присоединении Техаса к США, принятая конгрессом в 1845 году, даёт штату уникальное право разделить свою территорию на несколько разных штатов, числом до пяти.
Губернатор Техаса — республиканец Грег Эбботт. Этот пост он занял в январе 2015 года, победив на выборах в декабре 2014 года представительницу демократической партии Уэнди Дэвис. В Сенате штат представляют два республиканца — Тед Круз (с 2013 года) и Джон Корнин (с 2002 года).
Современная конституция Техаса, принятая в 1876 году, вторая по величине среди всех штатов. Как и многие другие конституции штатов, она чётко разделяет ветви власти и включает свод прав в основной текст (Первая Статья). Свод прав Техаса длиннее и более детализирован по сравнению со сводом прав США, он также включает некоторые техасские особенности.
Исполнительная ветвь власти состоит из губернатора, вице-губернатора (лейтенант-губернатора), инспектора общественных отношений, уполномоченного по земле, верховного прокурора, уполномоченного по сельскому хозяйству, железнодорожной комиссии из трёх человек, представителей народного образования и Секретаря штата.
За исключением Секретаря штата (которого назначает губернатор с согласия сената), все остальные должности — выборные. Также в штате немалую роль играют государственные правления и комиссии. Частично по причине большого аппарата чиновников, власть губернатора ограничена по сравнению с губернаторами других штатов и президентом США. Больше власти сосредоточено в руках вице-губернатора, который возглавляет сенат штата и создаёт сенатские комитеты и группы. Губернатор управляет полицией штата и имеет право накладывать вето на законы, утверждённые законодательными собраниями. Он также назначает членов исполнительных и судебных коллегий.
Высший орган законодательной власти Техаса, равно как любого другого штата за исключением Небраски, двухпалатный парламент. В палате представителей 150 человек, в сенате — 31. Глава нижней палаты парламента — спикер, во главе сената стоит вице-губернатор. Палата представителей собирается на регулярные заседания лишь один раз в два года.
Судебная система Техаса имеет репутацию одной из самых сложных в мире, причина тому — многочисленные уровни судебных инстанций и нюансы перекрывающих друг друга юрисдикций. В Техасе есть два суда высшей инстанции: Высший Суд Техаса — который рассматривает дела частных лиц — и Техасский Уголовный Суд. За исключением некоторых муниципальных образований, судьи всех уровней выбираются на местах голосованием, после чего должность утверждается губернатором. Департамент уголовного правосудия штата расположен в Хантсвилле.
В составе Техаса 254 округа, управляемых выборными комиссиями. Во главе такой комиссии стоит окружной судья, избираемый населением округа.

### Политика штата
В политике Техаса в настоящий момент доминирует Республиканская партия, которая имеет большинство мест в техасском Сенате и Палате Представителей. Каждый избранный глава исполнительной власти — республиканец, равно как и каждый избранный член обоих судов высшей инстанции. Демократам не удавалось выиграть выборы в Техасе с 1994 года. Подавляющее большинство выбранных в Техасе конгрессменов — республиканцы, оба сенатора также республиканцы.

### Сепаратистские явления
В 1836 году Техас стал независимым от Мексики государством. В 1845 году он заключил договор с США о вхождении на правах очередного штата в эту страну. В гражданской войне между северными и южными штатами 1861—1865 годах Техас участвовал на стороне южан, выступив против Вашингтона.
Члены «Республики Техас» считают, что в 1845 году эта территория была незаконно аннексирована Вашингтоном и в настоящее время находится под его оккупацией. Участники движения сформировали собственные правительство, судебную систему и правоохранительные органы. Кроме того, они подали судебные иски на крупные суммы против правительства США за «подрыв благосостояния Техаса».
Рик Перри, бывший губернатором с 2000 по 2015 годы, ещё весной 2004 года угрожал выходом Техаса из состава США. «У нас много сценариев, — заявил он тогда. — У нас великая страна, и у нас нет ни одной причины распускать наш союз. Но если Вашингтон продолжит совать нос в дела народа США, понятно, какой может быть итог всего этого. Техас — уникальное место, весьма независимое по своему духу».
6 марта 2011 года перед зданием Конгресса (парламента) в столице штата Техас Остине прошла демонстрация с требованием независимости штата. Причиной этого собравшиеся в первую очередь называли растущий национальный долг США. Демонстрация была приурочена ко дню независимости Техаса. Организатором акции выступила малочисленная, но активная политическая организация «Республика Техас». При этом сообщается, что в акции принимали участие и республиканцы, и демократы.
В 2012 году, после переизбрания на второй срок Барака Обамы, на сайте Белого дома была размещена петиция к администрации президента США о мирном выходе из состава государства. К данной петиции впоследствии присоединились граждане ещё по меньшей мере 20 штатов. Эти обращения к президенту стали первым массовым «сепаратистским» протестом после выхода из состава США в 1861 году шести штатов Юга, которые не голосовали за новоизбранного президента Авраама Линкольна. Авторы петиций сослались на положения Декларации Независимости и Конституции США, а также на «пренебрежение федерального правительства» экономическими вопросами и «вопиющие нарушения прав граждан США». Однако в итоге петицию подписали 125 746 человек, что составляет менее 0,5 % от общего населения Техаса.
В июне 2022 года республиканцы Техаса заявили о планах организации референдума об отделении от США на съезде партии, прошедшем в Хьюстоне. Мероприятие запланировано на 2023 год. По мнению активистов «Техас сохраняет за собой право на отделение от Соединённых Штатов, и Законодательному собранию Техаса следует призвать провести референдум в соответствии с этим».

## Экономика
| Крупнейшие компании, базирующиеся в Техасе по версии Fortune 500 на 2022 год. |                              |             |
| Город                                                                         | Компания                     | Место в США |
| Ирвинг                                                                        | ExxonMobil                   | 6           |
| Ирвинг                                                                        | McKesson                     | 9           |
| Даллас                                                                        | AT&T                         | 13          |
| Хьюстон                                                                       | Phillips 66                  | 29          |
| Сан-Антонио                                                                   | Valero Energy                | 30          |
| Раунд-Рок                                                                     | Dell                         | 31          |
| Даллас                                                                        | Energy Transfer Partners     | 54          |
| Остин                                                                         | Tesla                        | 65          |
| Хьюстон                                                                       | Sysco                        | 70          |
| Хьюстон                                                                       | ConocoPhillips               | 77          |
| Хьюстон                                                                       | Plains All American Pipeline | 88          |
| Хьюстон                                                                       | Enterprise Products Partners | 89          |
| Остин                                                                         | Oracle                       | 91          |
| Сан-Антонио                                                                   | USAA                         | 96          |
| Форт-Уэрт                                                                     | American Airlines Group      | 114         |
| Хьюстон                                                                       | Hewlett Packard Enterprise   | 123         |
| Арлингтон                                                                     | D. R. Horton                 | 124         |
| Даллас                                                                        | CBRE Group                   | 126         |
| Хьюстон                                                                       | NRG Energy                   | 133         |
| Хьюстон                                                                       | Occidental Petroleum         | 135         |
| Хьюстон                                                                       | Baker Hughes                 | 170         |
| Даллас                                                                        | Builders FirstSource         | 176         |
| Даллас                                                                        | Tenet Healthcare             | 181         |
| Ирвинг                                                                        | Kimberly-Clark               | 182         |
| Вестлейк                                                                      | Charles Schwab Corporation   | 188         |
| Хьюстон                                                                       | EOG Resources                | 193         |
| Даллас                                                                        | HF Sinclair                  | 197         |
| Даллас                                                                        | Texas Instruments            | 198         |
| Хьюстон                                                                       | Waste Management             | 203         |
| Хьюстон                                                                       | Targa Resources              | 216         |
| Хьюстон                                                                       | Kinder Morgan                | 223         |
| Хьюстон                                                                       | Cheniere Energy              | 233         |
| Даллас                                                                        | Southwest Airlines           | 234         |
| Хьюстон                                                                       | Halliburton                  | 241         |
| Ирвинг                                                                        | Pioneer Natural Resources    | 248         |
| Ирвинг                                                                        | Fluor Corporation            | 259         |
| Даллас                                                                        | Jacobs Engineering Group     | 262         |
| Хьюстон                                                                       | Group 1 Automotive           | 273         |
| Хьюстон                                                                       | Quanta Services              | 285         |
| Ирвинг                                                                        | Vistra Corp                  | 315         |
| Хьюстон                                                                       | Westlake Corporation         | 320         |
| Плейно                                                                        | Yum China Holdings           | 359         |
| Ирвинг                                                                        | Celanese                     | 406         |
| Те-Вудлендс                                                                   | Huntsman Corporation         | 410         |
| Хьюстон                                                                       | CenterPoint Energy           | 414         |
| Хьюстон                                                                       | Apache                       | 431         |
| Хьюстон                                                                       | KBR                          | 460         |
| Мидленд                                                                       | Diamondback Energy           | 479         |
| Кэти                                                                          | Academy Sports + Outdoors    | 481         |
| Ирвинг                                                                        | Commercial Metals Company    | 484         |
| Даллас                                                                        | EnLink Midstream             | 485         |
| Спринг                                                                        | Southwestern Advantage       | 486         |

До Второй мировой войны в экономике Техаса преобладало сельское хозяйство. После второй мировой войны штат стал стремительно индустриализироваться. Его экономика (по состоянию на 2000 год) базируется в основном на информационных технологиях, нефтегазовой отрасли, выработке и экспорте электроэнергии, сельскохозяйственной деятельности и обрабатывающей промышленности. Два основных экономических центра: мегаполисы Хьюстон и Даллас—Форт-Уэрт, помимо них значительную экономическую роль играют Сан-Антонио и Эль-Пасо. Основная специализация Хьюстона — нефтехимическая промышленность и космические технологии (здесь базируется NASA), в то время как Даллас является центром информационных технологий и сельскохозяйственной промышленности.
В зоне побережья Мексиканского залива развиты рыболовство, нефтедобывающая промышленность, а также туристический бизнес. В центральной и западной частях располагаются скотоводческие фермы и аграрные хозяйства (кукуруза, хлопок). Северо-западная часть штата поделена между множеством мелких частных нефтедобывающих компаний. Игорный бизнес на территории Техаса запрещён.
В 2009 году валовой продукт Техаса составил 1145 млрд дол. США. Рост экономики штата подогревается наличием широкого спектра рабочих мест, низкой стоимостью проживания, высоким уровнем жизни, отсутствием налога штата, льготным налогообложением бизнеса и слабым вмешательством в бизнес со стороны государства. Также немаловажным аспектом является благоприятный климат.

### Сравнительная оценка
Британский еженедельник The Economist отмечает, что наиболее близким аналогом Техаса по ВВП является Россия: $1,144 трлн и $1,232 трлн соответственно (2009). Правда, уже в 2012 году разница составила почти 50 % — $1397,4 млрд у Техаса против $2030 млрд у России.
В 2015 году Техас существенно обошёл Россию по ВВП (номинал) — $1,639 трлн и $1,325 трлн соответственно.

## Образование
В Техасе находятся пять ведущих университетов страны — Техасский технологический университет в Лаббоке, Техасский университет в Остине (в его систему входят 9 академических университетов) и Техасский университет A&M в Колледж-Стейшене, соперничество между которыми идёт со времён их основания в период XIX века — начала XX века, а также Университет Райса и Хьюстонский университет (оба в Хьюстоне). Также в Техасе располагается множество медицинских институтов высокого уровня.

## Культура
Культура Техаса вобрала в себя множество этнических и внешних региональных традиций, благодаря непрекращающейся иммиграции из других штатов и стран, при этом многие культурные институты Техаса (спорт, музыка, архитектура, кухня и др.) были порождены пограничным положением штата (близость с Мексикой).

### Спорт
Первое в мире родео прошло в Пекосе, штат Техас.

## Демография
В 1990-х годах Техас обогнал штат Нью-Йорк, до этого находившийся на втором месте по численности населения. По оценкам на 2018 год, население штата составляет 27 885 195 человек. По данным на 2004 год в Техасе проживает 3,5 миллиона (15,6 %) человек, родившихся за пределами США (из них приблизительно 1,2 миллиона нелегальных иммигрантов). Данные переписи населения показывают, что в Техасе проживают 7,8 % детей до 5 лет, 28,2 % до 18 лет, и 9,9 % старше 64 лет. Женщины составляют 50,4 % населения.

### Национальный и расовый состав
Большинством являются потомки англо-саксов и немцев, а также мексиканцы. В последние годы растёт число переселенцев азиатских корней, особенно в таких городах, как Хьюстон и Даллас. В Техас приезжают переселенцы из Китая, Вьетнама, Индии, Южной Кореи, Японии, Тайваня, Пакистана и других стран.
Наиболее представленными этническими группами Техаса являются мексиканцы (31,6 %), афроамериканцы (11,8 %), немцы (11 %), ирландцы и англичане (по 8 %). На юго-востоке штата имеются компактные поселения французов (до 600 тыс. чел.) и чехов (до 200 тыс. чел.), в городах много итальянцев (400 тыс. чел.) и поляков (200 тыс. чел.). Парадоксальным образом, такой крупный штат как Техас, имеет всего 3 индейских резервации, крайне ничтожных по территории, что явилось следствием техасской политики XIX века: ещё среди лидеров Республики Техас было мнение, что индейцы должны подвергнуться истреблению как варварская раса, «не поддающаяся цивилизации» (тогда было популярным мнение, что «белый и краснокожий никогда не уживутся вместе»). Часто предлогом для карательных операций были индейские атаки на белых, которые совершались вплоть до 1860-х, и, как правило, начинавшиеся после нарушений обязательств самими белыми поселенцами. К концу 1870-х годов все крупнейшие племена покинули территорию Техаса. За период с 2000 по 2010 гг. население штата выросло на 20,6 %, в том числе латиноамериканцы — на 65 %, европейцы — на 4,2 %.
По данным на 2010 год в современном Техасе представлены следующие расы:
- 70,4 % — белые американцы
- 11,8 % — афроамериканцы
- 3,8 % — американцы азиатского происхождения
- 0,7 % — коренные народы США
- 0,1 % — гавайцы и обитатели островов Тихого океана
- 10,5 % — другие расы
- 2,7 % — смешанные расы

Помимо этого, 37,6 % населения составляет крупнейшее национально-языковое меньшинство, латиноамериканцы США всех рас

### Религия
Согласно данным по вероисповеданию среди жителей Техаса 58 % протестантов, 28 % католиков, 1 % христиан прочих конфессий, 2 % представителей нехристианских религий. 11 % населения — атеисты. Из протестантских церквей самые крупные баптисты (21 % населения), методисты (8 %) и пятидесятники (3 %) (Техас один из штатов, входящих в так называемый Библейский пояс).

## Факты
- Над Техасом в разные времена развевались 6 флагов: французский Флёр-де-Лис, испанский, мексиканский, флаг Республики Техас, флаг Конфедеративных Штатов Америки и, наконец, США.
- Капитолий штата Техас, находящийся в Остине, в целом повторяет внешний вид вашингтонского, но облицован розовым гранитом и сверху украшен статуей Свободы, держащей в руках техасскую звезду. Как губернаторские здания некоторых других южных штатов, техасский Капитолий обращён к югу, а не к северу. Здание техасского Капитолия выше вашингтонского и несколько менее массивно.
- Столица штата Техас переезжала 15 раз.
- В Техасе наиболее активно применяется смертная казнь по сравнению с другими штатами, где она используется. По состоянию на 14 сентября 2019 года Техас казнил 566 из 1505 человек, казнённых в США с 1976 года (более 30 % казнённых при населении менее 10 % от всей страны)[23][24].
- В Техасе разрешены и применяются телесные наказания к ученикам в школах.